# 翟守仁
翟守仁（Bishop Albertus Odoricus Timmer, O.F.M. † 1859年12月18日—1943年4月26日）天主教潞安府宗座代牧区代牧主教(1901年7月20日–1926年8月20日)。
1859年12月18日，翟守仁出生于荷兰哈勒姆。1881年10月9日（21岁）入方济各会。1883年3月10日（23岁）晋升神父。同年受差遣前往中国传教，先在湖北省，后调往山西省。1888年7月14日，抵达潞城县马厂村(今郊区)。
1901年7月31日（41岁），教廷任命翟守仁为天主教山西南境宗座代牧区第三任代牧主教，领衔Druzipara主教。同年10月28日在马厂圣心堂，由荣休贺广才主教祝圣为主教。同年，翟守仁将主教府从马厂圣心堂迁入潞安府城内，在南街修建尼格老主教座堂（今地区公安处所在地），1905年建成，为二十世纪上半叶长治城最高大宏伟、最豪华的建筑。1926年8月20日辞职（66岁）。
1941年12月8日，太平洋战争爆发。1943年，翟守仁主教被日军关押在太原。1943年4月26日在太原病故，年83岁。葬于太原西涧河公墓。